# Chauvency-le-Château
Chauvency-le-Château è un comune francese di 262 abitanti situato nel dipartimento della Mosa nella regione del Grand Est.

## Società

### Evoluzione demografica
Abitanti censiti